# Caishenye
Cette page contient des caractères spéciaux ou non latins. S’ils s’affichent mal (▯, ?, etc.), consultez la page d’aide Unicode.
Pour les articles homonymes, voir Bi Gan.

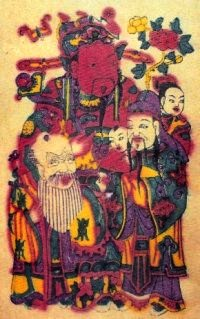
Les trois dieux de la richesse, du bonheur et de la longévité

Le terme Caishenye (財神爺) ou Dieu de la richesse désigne un ensemble de dieux chinois auxquels on attribue le pouvoir d’améliorer la situation financière. Le ou les dieux sollicité(s) peuvent varier de fidèle à fidèle ; la liste n’est pas fermée, chacun étant libre de choisir la divinité qui lui paraît la plus efficace. Les plus connus d’entre eux sont présentés ci-dessous. On y trouve de riches commerçants dont l’existence historique est attestée, des personnages obscurs de l’antiquité mentionnés dans L'Investiture des dieux, des divinités taoïstes, et aussi de grands dieux populaires dont ce n’est pas la fonction principale. Les dieux de la richesse tendent à être classés en deux catégories, « civils » et « militaires », à l’imitation de la bureaucratie impériale, ou groupés par cinq (plus rarement 3 ou 8). Le bouddhisme tibétain propose également ses cinq dieux de la richesse. Milefo, version chinoise de Maitreya représenté comme un moine ventru et souriant, signe de prospérité et de bonheur, peut aussi assurer cette fonction.

## Dieux civils
Ils apparaissent souvent sous l’aspect de fonctionnaires âgés à la barbe blanche, vêtus d’une robe rouge et portant un chapeau de ministre, avec dans la main un lingot d'or (yuanbao 元寶), et le sceptre “ruyi” dont le nom signifie “sans obstacle” ; il s’agit d’un gage de chance en vogue à la cour des Qing. Ils peuvent être : 
- Les Cinq bonheurs : Félicité - Carrière publique - Longévité - Évènements heureux - Richesse (fu 福 lu 祿 shou 壽 xi 喜cai 財)
- Le Régisseur du Ciel, Tianguan (天官), une création de l’école taoïste des Cinq boisseaux de riz
- Bigan (比干), personnage de L’Investiture des dieux
- Fan Li (范蠡), riche commerçant de l'État de Yue à la Période des Printemps et des Automnes
- Le Dieu des lettrés.

## Dieux militaires
Ils sont représentés en tenue de général avec le visage sombre (rouge dans le cas de Guandi), une barbe noire, parfois chevauchant un tigre. Ils tiennent en main un fouet d’argent et un lingot ou d’autres objets précieux. On les identifie souvent à :
- Zhao Gongming (趙公明), autre personnage de L’Investiture des dieux
- Deux héros morts au combat à des époques différentes, dont le nom, Wulu (cinq routes), évoque les “Dieux de la richesse des cinq routes”
- Guandi, héros des Trois royaumes

## Groupes de cinq
Appelés “Dieux des cinq routes” (Wulu Caishen 五路財神), les plus connus sont : 
- Les Cinq bonheurs cités plus haut, quelquefois réduits aux trois premiers ; ils sont souvent représentés avec des enfants (descendance), des chauve-souris (bonheur), des pêches (longévité)...
- Zhao Gongming et ses quatre assistants, chacun associé à un point cardinal ; dans ce groupe d’origine taoïste se glisse parfois Shen Wansan (沈萬三),  riche commerçant de l’époque Ming ; le groupe s'élargit parfois à huit membres.
- Les cinq dieux du bouddhisme tibétain, dont la fonction est de faire en sorte que l’étude du dharma ne soit pas entravée par les difficultés matérielles. Le principal est le Dieu de la richesse jaune. Il existe aussi un Dieu rouge, un Dieu noir associé à Akshobhya, un Dieu blanc émanation d’Avalokiteshvara, et un Dieu à tête d’éléphant, inspiré de Ganesh.

## Fortune en terre étrangère
Il existe des dieux spécialisés pour ceux qui cherchent fortune à l’étranger, appelés Piancaishen (偏財神) de pian, "éloigné". Il s’agit en général de prédécesseurs qui ont réussi, divinisés après leur mort, comme Su Fulu (蘇福祿) qui fit fortune en Asie du Sud-Est.

## Culte
On peut prier les dieux de la fortune dans leurs temples. Au moment du Nouvel An chinois, l’effigie du ou des dieux choisi(s) est collée dans l’habitation. Les commerces et sociétés choisissent en général d’ouvrir le 5 du premier mois lunaire, date d’anniversaire des dieux groupés par cinq. Le Régisseur du Ciel est fêté le 15 de ce même mois, le jour de la Fête des lanternes.